# Argyrolopha costibarbata
Argyrolopha costibarbata är en fjärilsart som beskrevs av George Francis Hampson 1914. Argyrolopha costibarbata ingår i släktet Argyrolopha och familjen nattflyn. Inga underarter finns listade i Catalogue of Life.